# Viçosa (tiểu vùng)
Viçosa là một tiểu vùng thuộc bang Minas Gerais, Brasil. Tiều vùng này có diện tích 4826 km², dân số năm 2007 là 215256 người.